# Divadlo na cucky
Divadlo na cucky (Nederlands: Theater aan flarden) is een professioneel theater in de Moravische stad Olomouc. Het theater is opgericht in 2003 en bevindt zich in 2017 op haar huidige locatie aan het Dolní náměstí (Benedenplein). Divadlo na cucky heeft geen regisseur of acteurs in vaste dienst en biedt zijn ruimte aan voor gastoptredens en cultureel educatieve projecten in het centrum van Olomouc. De dramaturgie van het theater bevat educatieve kunstacties voor kinderen en volwassenen gericht op burgerlijke participatie en milieuvraagstukken.